# Magdalena Montpellier
Magdalena Montpellier est un festival ayant lieu dans le cadre de The Magdalena Project, un réseau international de femmes œuvrant dans le théâtre et les arts de la scène. 
The Magdalena Projet organise des événements dans une cinquantaine de pays et met en lien des créatrices de différents pays. Voix de Femmes, en Belgique, Unter Wasser fliegen, en Allemagne, Transit Festival, au Danemark, Magdalena Segunda Generación, en Argentine, Magdalena Aotearoa, en Nouvelle-Zélande, Magdalena Sin Fronteras, à Cuba, Vértice Brasil, au Brésil, Magdalena Pacífica, en Colombie, Magdalena Australia, en Australie, Magfest, en Italie, Mujeres Creadoras, au Pérou, A Solas, en Espagne, Magdalena Montpellier, en France, Voz Láctea, au Mexique, Tantidhatri, en Inde.

## Historique

### Mouvement mondial
L'idée d'un réseau de femmes pratiquant le théâtre est née dans un café de Trevignano, en Italie, en septembre 1983, lors d'un festival de théâtre alternatif : une discussion sur la prédominance des metteurs en scène et des auteurs masculins au festival a amené Jill Greenhalgh à se demander à quoi pourrait ressembler un tel festival si les principales voix créatives étaient celles des femmes.
Inspirée par cette idée, Jill Greenhalgh a organisé MAGDALENA '86 - The First International Festival of Women in Contemporary Theatre, à Cardiff, au Pays de Galles, en août 1986, et c'est à cette occasion que le projet Magdalena a été fondé. L'objectif est de créer des opportunités pour les femmes d'explorer de nouvelles approches de la pratique théâtrale qui reflètent plus profondément leurs expériences et leurs priorités politiques en tant que femmes.

### Magdalena Montpellier
Seul événement en France du réseau Magdalena Project, Magdalena Montpellier a eu lieu pour la première fois, en septembre 2015 sur le thème Urgence - Résistance. La seconde édition s’est déroulée en octobre 2019 avec le thème Visible - Invisible et la troisième, en septembre 2023, sur le thème In(dé)fini•e. 
L'événement est organisé par la compagnie Théâtre de la Remise et sa direction artistique est assurée par la metteuse en scène Marion Coutarel. L'idée est de mettre en avant des créations faites par des femmes. 